# Szilvásszentmárton
Szilvásszentmárton é um município da Hungria, situado no condado de Somogy. Tem 7,08 km² de área e sua população em 2019 foi estimada em 212 habitantes.